# Boresse-et-Martron
Boresse-et-Martron település Franciaországban, Charente-Maritime megyében. Lakosainak száma 203 fő (2022. január 1.). Boresse-et-Martron Guizengeard, Saint-Vallier, Sauvignac, Le Fouilloux és Neuvicq községekkel határos.

## Népesség
A település népességének változása:
| Lakosok száma | 304  | 228  | 198  | 178  | 208  | 213  | 210  | 204  | 203  | 203  |
|               | 1968 | 1982 | 1990 | 2006 | 2013 | 2015 | 2017 | 2019 | 2020 | 2022 |